# Hajime Isayama
Hajime Isayama (jap. 諫山 創 Isayama Hajime) (ur. 29 sierpnia 1986 w Ōyamie) – japoński mangaka, zdobywca Nagrody Kōdansha Manga z 2011.

## Życiorys
Hajime Isayama urodził się 29 sierpnia 1986 w Ōyamie. Podczas nauki w prefekturalnej wyższej szkole średniej, m.in. o profilu przemysłowym i leśnictwa, w mieście Hita, wysyłał swoje prace na konkursy. Po ukończeniu szkoły zdał egzamin wstępny do Kyushu Designer Gakuin w Fukuoce. W 2006 roku pracował w tokijskiej kawiarence internetowej, w celu rozpoczęcia kariery rysowniczej. Dwa lata później chciał zacząć pracować w Shūkan Shōnen Jump wydawanym przez Shūeishę, lecz nie zgodził się spełnić stawianych mu wymagań i rozpoczął pracę w konkurencyjnym Shūkan Shōnen Magazine, wydawanym przez Kōdanshę.
W 2009 roku zaczął pracować nad swoim najpopularniejszym dziełem – mangą Atak Tytanów, która do czerwca 2013 roku sprzedała się w ponad 20 milionach egzemplarzy. Manga cieszyła się dużą popularnością, ale także z przychylnością krytyków. W 2011 roku Hajime Isayama zdobył Nagrodę Kōdansha Manga w kategorii shōnen. Oprócz tego manga uzyskała także nominację do Manga taishō oraz dwie nominacje do Nagrody Kulturalnej im. Osamu Tezuki.

## Dzieła
- Heart Break One (2008)
- orz (2008)
- Atak Tytanów (od 2009)